# 朝鲜民族革命党
朝鮮民族革命黨（韓語：조선민족혁명당）是1935年由流亡上海的朝鮮人組成的民族主義政黨。旨在反抗日本對朝鮮半島的統治。起初，朝鮮民族革命黨是朝鮮半島主要的民族主義政黨，但隨著中日戰爭的進展，朝鮮民族革命黨的競爭對手韓國獨立黨在位於重慶的中國政府中獲得了更大的影響力，並開始在韓國占據主導地位。朝鮮民族革命黨於1947年解散。

## 概述
甲午戰爭後，日本在朝鮮半島的影響力逐漸上升。日本於1910年完全吞併大韓帝國。大韓民國臨時政府於1919年4月11日在上海成立。李承晚被任命為總理。大韓民國臨時政府因共產黨和右翼之間的分歧而分裂。1931年日本成立滿洲國後，中國政府向朝鮮民族主義者提供支持。朝鮮抗日陣線統一同盟於1932年11月10日成立，但分歧依然存在。
為了形成統一戰線，朝鮮民族革命黨於1935年在上海成立。創黨者是金奎植、金元鳳和趙素昂。建黨團體中實力最強的是義烈團，其領導人金元鳳成為朝鮮民族革命黨的領導人。朝鮮民族革命黨有一個旨在結束日本帝國主義對朝鮮的統治之軍事戰線。它擁有一支小規模的軍隊，擁有約400件武器和1000名成員。大約200名成員留在滿洲國。